# 제5회 미국 배우 조합상
제5회 미국 배우 조합상은 1998년 뛰어난 활동을 보인 영화 배우를 기리기 위해 1999년 3월에 열린 시상식이다. LA, Shrine Exposition Center에서 개최되었다.

## 수상 및 후보

### 영화부문 앙상블상
- 셰익스피어 인 러브 - 조셉 파인즈 외 12인 수상
- 작은 목소리 - 브렌다 블레신 외 6인
- 라이언 일병 구하기 - 톰 행크스 외 8인
- 인생은 아름다워 - 로베르토 베니니 외 8인
- 웨이킹 네드 - 이안 배넌 외 4인

### 영화부문 여우주연상
- 셰익스피어 인 러브 - 기네스 팰트로 수상
- 엘리자베스 - 케이트 블란쳇
- 힐러리와 재키 - 에밀리 왓슨
- 작은 목소리 - 제인 호록스
- 원 트루 씽 - 메릴 스트립

### 영화부문 남우주연상
- 인생은 아름다워 - 로베르토 베니니 수상
- 어플릭션 - 닉 놀테
- 갓 앤 몬스터 - 이안 맥켈런
- 라이언 일병 구하기 - 톰 행크스
- 셰익스피어 인 러브 - 조셉 파인즈

### 영화부문 여우조연상
- 프라이머리 컬러스 - 케시 베이츠 수상
- 갓 앤 몬스터 - 린 레드그레이브
- 힐러리와 재키 - 레이첼 그리피스
- 작은 목소리 - 브렌다 블레신
- 셰익스피어 인 러브 - 주디 덴치

### 영화부문 남우조연상
- 시빌 액션 - 로버트 듀발 수상
- 어플릭션 - 제임스 코번
- 셰익스피어 인 러브 - 제프리 러쉬
- 심플 플랜 - 빌리 밥 손튼
- 웨이킹 네드 - 데이빗 켈리

### TV드라마부문 앙상블연기상
- ER - 조지 클루니 외 8인 수상
- 법과 질서 - 성범죄 수사대 - 벤자민 브랫 외 6인
- 뉴욕경찰 24시 - 데니스 프랜즈 외 7인
- 보스턴 저스티스 - 딜란 맥더모트
- X 파일 - 미래와의 전쟁 - 질리언 앤더슨

### TV드라마부문연기상(여자)
- ER - 줄리아나 마굴리스 수상
- Any Day Now - 애니 파츠
- Chicago Hope - 크리스틴 라티
- 뉴욕경찰 24시 - 킴 딜레이니
- X 파일 - 미래와의 전쟁 - 질리언 앤더슨

### TV드라마부문연기상(남자)
- 법과 질서 - 성범죄 수사대 - 샘 워터스톤 수상
- ER - 안소니 에드워즈
- 뉴욕경찰 24시 - 데니스 프랜즈
- 뉴욕경찰 24시 - 지미 스미츠
- X 파일 - 미래와의 전쟁 - 데이비드 듀코브니

### 코미디부문 앙상블연기상
- 앨리의 사랑 만들기 - 칼리스타 플록하트 수상
- 솔로몬 가족은 외계인 - 존 리스고 외 7인
- 내 사랑 레이몬드 - 레이 로마노 외 5인
- 프레이저 - 켈시 그래머 외 4인
- 프렌즈 - 제니퍼 애니스톤

### 코미디부문연기상(여자)
- 트레이시 테이크 온 - 트레이시 얼먼 수상
- 앨리의 사랑 만들기 - 칼리스타 플록하트
- Caroline in the City - Amy Pietz
- 프렌즈 - 리사 쿠드로
- 사인필드 - 줄리아 루이스 드레이퍼스

### 코미디부문연기상(남자)
- 이야기 도시 - 마이클 J. 폭스 수상
- 앨리의 사랑 만들기 - 피터 맥니콜
- 프레이저 - 켈시 그래머
- 프레이저 - 데이빗 하이드 피어스
- Seinfeld - 제이슨 알렉산더

### TV영화/미니시리즈부문 연기상(여자)
- 지아 - 안젤리나 졸리 수상
- More Tales of the City - 올림피아 듀카키스
- About Sarah - 메리 스틴버겐
- The Baby Dance - 스톡카드 채닝
- 즐거운 인생 - 앤-마그렛

### TV영화/미니시리즈부문 연기상(남자)
- 이창 - 크리스토퍼 리브 수상
- Blind Faith - 찰스 S. 듀튼
- 스캔들 - 제임스 가너
- 랫 팩 - 레이 리오타
- The Tale of Sweeney Todd - 벤 킹슬리
- Winchell - 스탠리 투치

### 공로상
- 커크 더글러스 수상